# FC Caracal
El Fotbal Club Caracal fou un club de futbol romanès de la ciutat de Caracal.

## Història
El club va ser fundat a Craiova el 1949 sota el nom Metalul Craiova. Fins 1998 fou conegut com a FC Electroputere Craiova. A continuació s'anomenà Extensiv Craiova i el 2003-04 FC Craiova. El 2004 es traslladà a the club was moved to Caracal. Evolució del nom:
- 1949-1956: Metalul Craiova
- 1956-1957: Energia Craiova
- 1957-1958: Rovine Griviţa Craiova
- 1958-1958: Feroviarul Craiova
- 1958-1959: CFR Rovine Craiova
- 1959-1959: Jiul Craiova
- 1959-1960: CS Craiova
- 1960-1961: CFR Electroputere Craiova
- 1961-1998: Electroputere Craiova
- 1998-2003: Extensiv Craiova
- 2003-2004: FC Craiova
- 2004-2013: FC Caracal

## Palmarès
- Segona divisió romanesa de futbol: 
  - 1990-91, 1998-99
- Tercera divisió romanesa de futbol: 
  - 1967-68, 1984-85, 1989-90

## FC Caracal a Europa
| Competició      | T | P | G | E | P | GF | GC | DG   |
| --------------- | - | - | - | - | - | -- | -- | ---- |
| Copa de la UEFA | 1 | 2 | 0 | 0 | 2 | 0  | 10 | - 10 |
| Total           | 1 | 2 | 0 | 0 | 2 | 0  | 10 | - 10 |

## Temporades recents
Font:
| Temporada | Nom                   | Divisió  | Posició |
| --------- | --------------------- | -------- | ------- |
| 1990-91   | Electroputere Craiova | Liga II  | 1r      |
| 1991-92   | Electroputere Craiova | Liga I   | 3r      |
| 1992-93   | Electroputere Craiova | Liga I   | 6è      |
| 1993-94   | Electroputere Craiova | Liga I   | 14è     |
| 1994-95   | Electroputere Craiova | Liga I   | 15è     |
| 1995-96   | Electroputere Craiova | Liga II  | 8è      |
| 1996-97   | Electroputere Craiova | Liga II  | 2n      |
| 1997-98   | Electroputere Craiova | Liga II  | 2n      |
| 1998-99   | Extensiv Craiova      | Liga II  | 1r      |
| 1999-00   | Extensiv Craiova      | Liga I   | 18è     |
| 2000-01   | Extensiv Craiova      | Liga II  | 5è      |
| 2001-02   | Extensiv Craiova      | Liga II  | 4t      |
| 2002-03   | Extensiv Craiova      | Liga II  | 8è      |
| 2003-04   | FC Craiova            | Liga II  | 9è      |
| 2004-05   | FC Caracal            | Liga II  | 9è      |
| 2005-06   | FC Caracal            | Liga II  | 9è      |
| 2006-07   | FC Caracal            | Liga II  | 7è      |
| 2007-08   | FC Caracal            | Liga II  | 17è     |
| 2008-09   | FC Caracal            | Liga III | 2n      |
| 2009-10   | FC Caracal            | Liga III | 10è     |